# Glomérulo olfatorio
El glomérulo olfatorio (también, glomérulo olfativo) es una estructura cuadrada localizada en la capa glomerular del bulbo olfatorio en el encéfalo, donde se forman las sinapsis entre los terminales del nervio olfatorio y las dendritas de las células mitrales, periglomerulares y en penacho. Cada glomérulo está rodeado por una población heterogénea de neuronas yuxtaglomerulares (incluyendo neuronas periglomerulares, de axón corto y en penacho externas) y células gliales.
Todos los glomérulos se sitúan cerca de la superficie del bulbo olfatorio. El bulbo olfatorio también incluye una porción del núcleo olfatorio anterior, cuyas células contribuyen con fibras al tracto olfatorio. Los glomérulos son el sitio inicial de procesamiento sináptico de la información olfativa proveniente del epitelio olfatorio o el órgano vomeronasal. Cada glomérulo está formado por una maraña globular de axones procedentes de las neuronas receptoras olfativas y dendritas procedentes de células mitrales y en penacho así como de células que rodean el glomérulo como las células periglomerulares, en penacho externas, de axón corto y astrocitos. En mamíferos, los glomérulos tienen entre 50 y 120 micrómetros de diámetro y típicamente hay entre 1100 y 2400 glomérulos, dependiendo de la especie. En humanos varía entre 1100 y 1200. El número de glomérulos en humanos desciende con la edad y a partir de los 80 años prácticamente están ausentes. Cada glomérulo está compuesto por dos compartimentos, la zona del nervio olfatorio y la zona donde no está el nervio olfatorio. La zona del nervio olfatorio está compuesta por preterminales y terminales del nervio olfatorio y es donde las neuronas receptoras olfativas hacen sinapsis con sus dianas. La zona donde no está el nervio olfatorio está compuesta por procesos dendríticos de neuronas intrínsecas (que realizan sinapsis locales) y es donde se producen interacciones dendrodendríticas entre neuronas intrínsecas.

## Anatomía
Los glomérulos son importantes estaciones de paso en la vía sensitiva que envía información desde la nariz hasta la corteza piriforme y son una parte crítica para la transducción de la señal olfativa. Las neuronas receptoras olfativas del epitelio nasal expresan solo un tipo de receptor olfatorio. Estas células proyectan entonces su axones al bulbo olfatorio donde realizan sinapsis en los glomérulos. Cada glomérulo recibe varias señales de células receptoras olfativas. Además todas las neuronas sensitivas que proyectan a un mismo glomérulo expresan el mismo receptor olfatorio, haciendo que cada glomérulo sea específico de dicho receptor de forma que los patrones de activación glomerular en el bulbo olfatorio parecen estar representando las cualidades del olor detectado. Estos patrones de activación pueden cambiar debido a variaciones en el flujo de aire o la concentración del olor en la mucosa de la cavidad nasal. Un olor en particular puede activar uno o varios glomérulos específicos mientras afecta a otros con menos eficiencia o sin afectarlos prácticamente. Linda Buck y Richard Axel fueron premiados con el premio nobel en 2004 por su gran influencia en la investigación de las bases genéticas de esta codificación olfatoria.
Actualmente se acepta que los axones de todas las neuronas receptoras que expresan el mismo receptor convergen en uno o dos glomérulos de unos 1800 posibles en cada bulbo olfatorio. A medida que los axones de estas neuronas migran hacia sus glomérulos específicos frecuentemente rebasan a los glomérulos vecinos. De esta forma en ratones adultos para conseguir las proyecciones topográficas que los caracterizan cada glomérulo que represente un receptor específico ha de desarrollarse lentamente y requiere de una considerable reorganización axonal.

## Función
El glomérulo es la unidad básica en el mapa olfatorio del epitelio olfatorio de forma que cada olor activa un patrón diferente y único de glomérulo. Sin embargo este mapa olfatorio se modifica por el circuito interno del bulbo olfatorio de forma que los patrones de disparo de los potenciales de acción de las células mitrales son diferentes de aquellos que se dan en las neuronas sensitivas olfatorias.

## Otros animales

### Glomérulos en perros
El procesamiento glomerular en perros se divide en tres partes: adquisición de la señal, transducción de la señal y procesamiento de la señal.Las características de estas fases incluyen: El rol del penacho olfatorio y el olisqueo, el renuevo continuo de receptores glomerulares a lo largo de la vida,la relación entre las neuronas sensitivas olfatorias y el glomérulo y por último la naturaleza sintética de la codificación glomerular. Algunos perros tienen hasta cien veces más neuronas sensitivas que los humanos lo que produce su fina capacidad para detectar y discriminar entre millones de olores.

### Glomérulos en peces
Una de las características más distintivas de la olfacción en peces es que se lleva a cabo por completo en el medio acuático. El medio que transporta los estímulos es el agua, por lo tanto los compuestos químicos han de ser solubles en agua. El epitelio olfatorio de los peces consiste en tres tipos de células como en otros vertebrados. Estos tipos son las células receptoras, las células de soporte y las células basales.
El glomérulo de los peces difiere con el de los mamíferos en el número de dendritas que recibe de las células mitrales. En el sistema olfatorio de mamíferos cada célula mitral envía una sola dendrita principal a un único glomérulo. En peces, cada célula mitral envía una o más dendritas a uno o más glomérulos.